# 14888 Канадзавасі
14888 Канадзавасі (14888 Kanazawashi) — астероїд головного поясу, відкритий 30 вересня 1991 року.
Тіссеранів параметр щодо Юпітера — 3,625.